# Русская партия (Греция)
Русская партия (греч. Ρωσικό Κόμμα της Ελλάδας) — политическая консервативная партия (группировка) Греции, существовавшая в середине XIX века и ориентировавшаяся на Российскую империю.
Её сторонники имелись в правительственном аппарате, Православной церкви, она пользовалась популярностью у военных, а также у простого народа, выступавшего против греческих магнатов-судовладельцев. Партия имела большой вес среди знати нового государства, что дало ей определённый авторитет и в центральном аппарате. 
Конкуренция с пробританской и профранцузской группировками привела к убийству лидера русской партии президента Греции Иоанна Каподистрии, после чего к власти пришёл его младший брат Августинос. После нескольких восстаний, через год он сложил свои полномочия, и к власти пришёл первый король Греции Оттон I. Несмотря на абсолютную монархию, русская партия существовала до 1865 года.

## История
В 1827 году Каподистрия, занимавший пост министра иностранных дел в Российской империи с 1816 по 1822 год, был избран президентом нового греческого государства. Новая политическая группировка, сформированная после назначения президента, была первой в современной греческой истории, которая была названа Русской партией. 
Попытки президента централизовать власть привели к расколу в рядах организации. Многие члены партии имели патриотические взгляды и боролись против контроля Османской империи за регионом. Таким образом были сформированы две конкурирующие партии:  профранцузская и пробританская. Борьба между партиями привела к убийству президента Греции Иоанна Каподистрии. После возобновления гражданской войны, в 1833 году королём Греции был избран Оттон. Несмотря, на абсолютную монархию, все три партии продолжали свою деятельность. 
Оттон стал королём в несовершеннолетнем возрасте, поэтому страной руководил регентский совет, который возглавлял граф Иосиф Людвиг Армансперг, являющийся баварцем и отрицательно относящийся к Русской партии. В 1830-х годах лидером Русской партии являлся Теодорос Колокотронис, а его сыновья Геннайос и Китсос Цавелас были замешаны в сговоре с целью смешения руководителя регентского совета, а также искали возможности повысить влияние России в стране. Они были арестованы и заключены в тюрьму. Однако, скоро были освобождены из под стражи, но до 1837 года не имели влияния на политику, в отличие от других двух партий. После 1837 года власть в стране получили Геннаиос Колокотронис, Андреас Метаксас и Константинос Ойкономос — лояльные к пророссийской партии люди. Сам Колокотронис служил довереным адъютантом короля Оттона, поэтому имел возможность реабилитировать Русскою партии, что и стал делать. 
После того, как король Оттон освободился от регентства, он стал отдавать предпочтение именно Русской партии и Колокотронису. С 1838 — 1839 фактический контроль над регионом имела Российская империя. В 1843 году по 1844 Русской партией руководил Андреас Метаксас, который после народного восстания назначил выборы для составления конституции. В 1844 году проиграл пост премьер-министра Иоаннису Колеттису. 
Партия прекратила своё существование и была упразднена в 1865 году.